# Cryptanura areolaris
Cryptanura areolaris là một loài tò vò trong họ Ichneumonidae.